# Frontiera între Afganistan și China

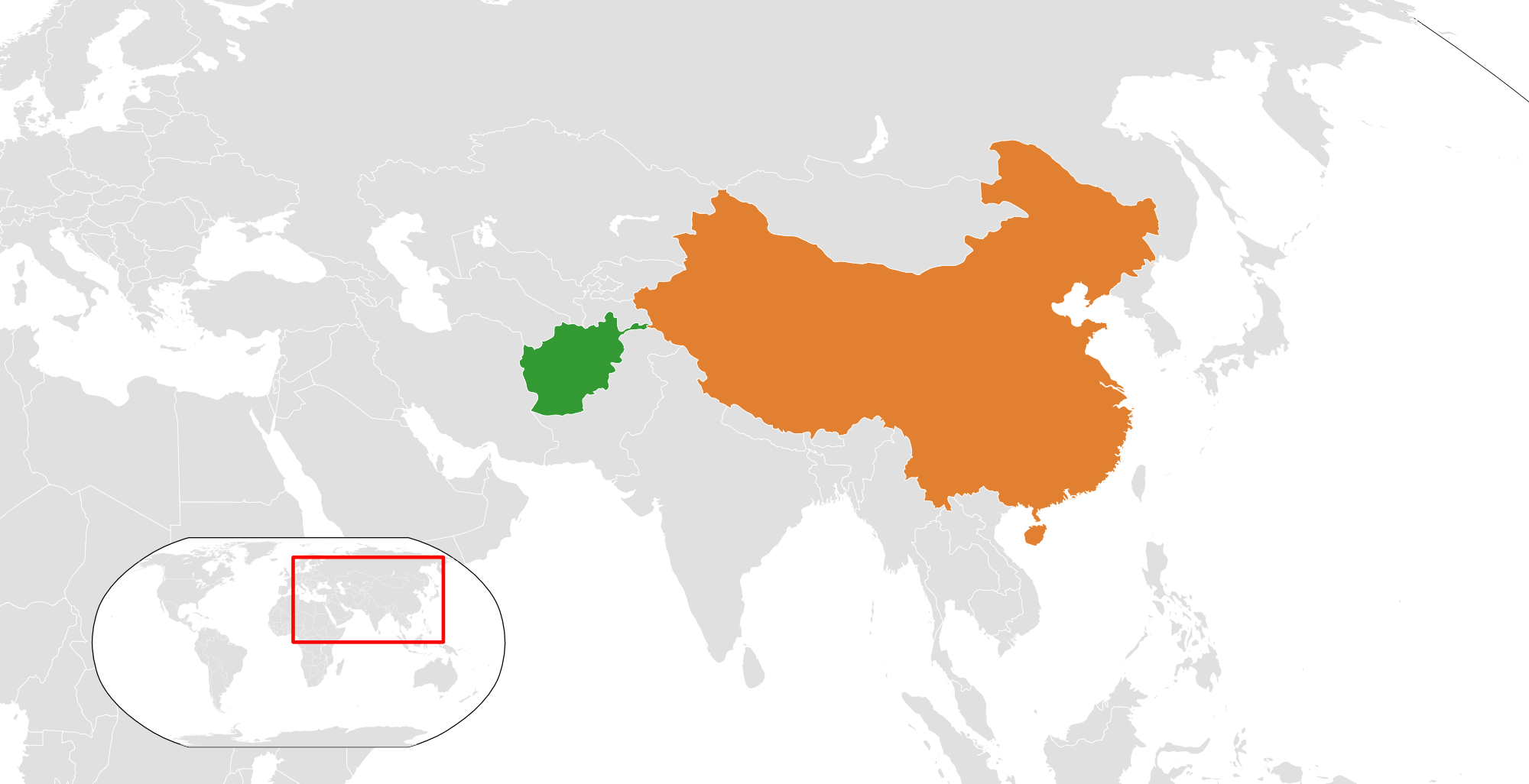
Afganistan (verde) și China (portocaliu)

Frontiera între Afganistan și China este o linie de demarcație de 76 km care separă Afganistanul și China, începând de la punctul triplu al ambelor țări cu regiunea Kashmir administrată de Pakistan (Gilgit-Baltistan⁠(d)), urmând cumpăna apelor de-a lungul Munților Mustagh și terminând la punctul triplu cu Tadjikistan. Această graniță scurtă se află în nord-estul extrem al Afganistanului, la mare distanță de cea mai mare parte a țării sau de zonele urbane din oricare dintre cele două țări, la capătul lungului și îngustului coridor Wakhan⁠(d). Partea chineză a graniței se află în valea Chalachigu⁠(d). Granița este traversată de mai multe trecători montane, între care pasul Wakhjir⁠(d) în sud și pasul Tegermansu⁠(d) în nord.
Ambele părți ale graniței sunt rezervații naturale: rezervația naturală Coridorul Wakhan din districtul Wakhan⁠(d), provincia Badahșan pe partea afgană și rezervația naturală Taxkorgan⁠(d) din xianul autonom Taxkorgan⁠(d), prefectura Kashgar⁠(d), regiunea autonomă uigură Xinjiang pe partea chineză.

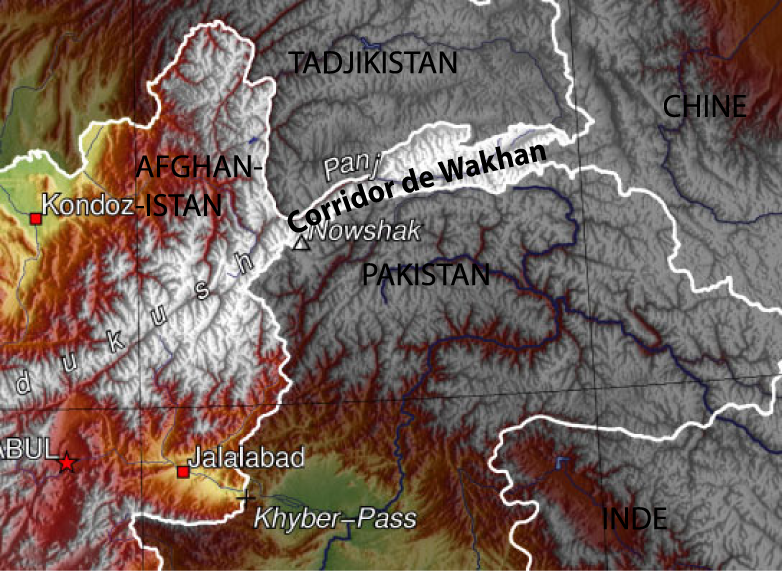
Hartă ce ilustrează coridorul Wakhan și granița Afganistan-China

Această frontieră este punctul unde se face cea mai mare trecere de la un fus orar terestru la altul de pe Pământ, cu o diferență de 3,5 ore între UTC+4:30 din Afganistan și UTC+08:00 din China.

## Istorie
Zona de frontieră era o arteră de pe Drumul Mătăsii. Se crede că celebrul pelerin budist chinez Xuanzang a călătorit prin această zonă în călătoria sa de întoarcere în China în jurul anului 649 e.n..
Granița între Afganistan și China a fost convenită printr-un acord între britanici și ruși în 1895, ca parte a Marelui Joc, fără ca cele două țări să fie consultate. Chinezii și afganii au căzut de acord asupra graniței lor comune abia în 1963, când Regatul Afganistanului și Republica Populară Chineză și-au demarcat granița.
Se crede că, în vremuri mai recente, trecătoarea principală, pasul Wakhjir, este uneori folosită ca rută de contrabandă cu droguri de intensitate scăzută și este folosită pentru a transporta în China opiu produs în Afganistan. În anii 2000, Afganistanul a cerut Chinei în mai multe rânduri să deschidă granița din Coridorul Wakhan din motive economice sau ca o rută alternativă de aprovizionare pentru combaterea insurgenței talibane. Cu toate acestea, China s-a opus, în mare parte din cauza tulburărilor din provincia sa Xinjiang din vestul extrem, adiacentă coridorului. În decembrie 2009, exista o cerere a Statelor Unite adresată Chinei în vederea deschiderii coridorului. 
Au existat propuneri și planuri ale guvernului regional din Kashgar de a deschide pasul Tegermansu⁠(d) ca poartă de intrare în scopuri economice încă din anii 1990. Aceasta însă nu s-a întâmplat.

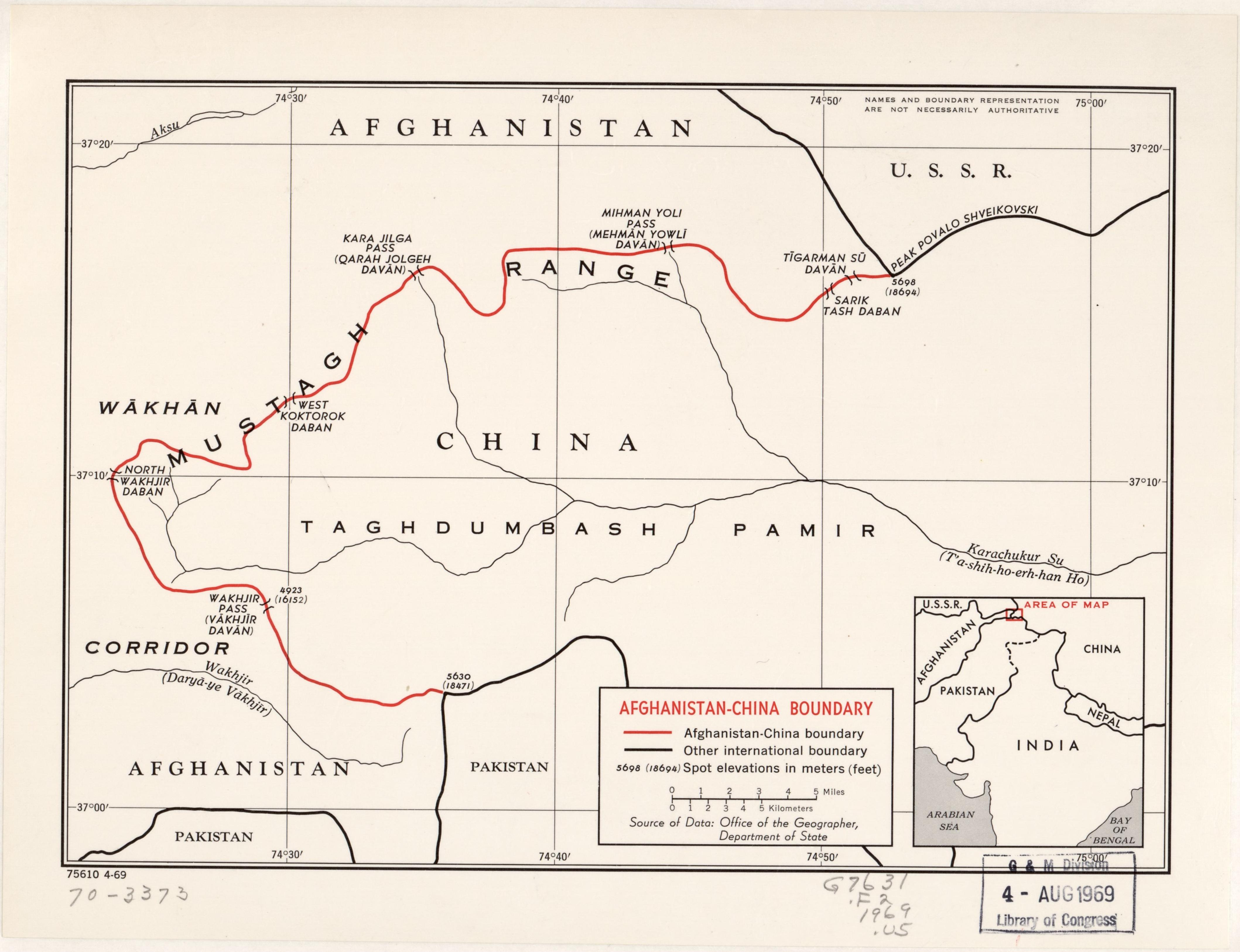
Granița Afganistan-China (1969), include majoritatea caracteristicilor menționate în tratatul din 1963

Articolul 1 al tratatului din 1963 descrie granița Afganistan-China, începând de la capătul sudic:
„începând de la un vârf cu altitudinea de 5.630 m — ale cărui coordonate de referință sunt aproximativ 37 de grade și 3 minute latitudine nordică, 74 de grade și 36 de minute longitudine estică în extremitatea de sud, linia de demarcație între cele două țări urmează cumpăna apelor din Munții Mustagh între râul Karachukur Su, afluent al râului Tashkurghan⁠(d), pe de o parte, și izvoarele râului Aksu⁠(d) și ale râului Wakhjir, cursul superior al râului Wakhan River, pe de altă parte, trecând prin Wakhjir Daban de Sud (numit pasul Wakhjir⁠(d) pe harta afgană) la altitudinea de 4.923 m, Wakhjir Daban de Nord (numit doar pe harta chinezească), Koktorok Daban de Vest (numit doar pe harta chinezească), Koktorok Daban de Est (numit pasul Kara Jilga pe harta afgană), Tok Man Su Daban (numit pasul Mihman Yoli pe harta afgană), Sirik Tash Daban (numit doar pe harta chinezească), Kokrash Kol Daban (numit pasul Tigarman Su⁠(d) pe harta afgană) și ajunge la vârful Kokrash Kol (numit vârful Povalo Șveikovski pe harta afgană) cu o altitudine de 5.698 m.”
Capătul nordic al graniței se găsește la punctul triplu Afganistan-China-Tadjikistan⁠(d) pe vârful Povalo-Șveikovskogo (în chineză: 波万洛什维科夫斯基峰; pinyin: Bōwànluò Shíwéikēfūsījī Fēng) / vârful Kokrash Kol (Vârful Kekelaqukaole; în chineză: 克克拉去考勒峰; pinyin: Kèkèlāqùkǎolè Fēng),   punctul cel mai estic al Afganistanului.

## Puncte de trecere a frontierei
În trecut, principalul punct de trecere dintre cele două părți a fost pasul Wakhjir⁠(d), folosit vreme de cel puțin un mileniu de la Drumul Mătăsii. Pe lângă pasul Wakhjir, există și pasul Tegermansu⁠(d), care este situat la extremitatea estică a Pamirului Mic⁠(d).
Trecătorille sunt închise deoarece Valea Chalachigu⁠(d), de pe partea chineză, este închisă vizitatorilor; cu toate acestea, localnicilor și păstorilor din zonă li se permite accesul.

## Hărți
Există câteva hărți istorice în limba engleză ale graniței Afganistan-China, de la mijlocul până la sfârșitul secolului al XX-lea:

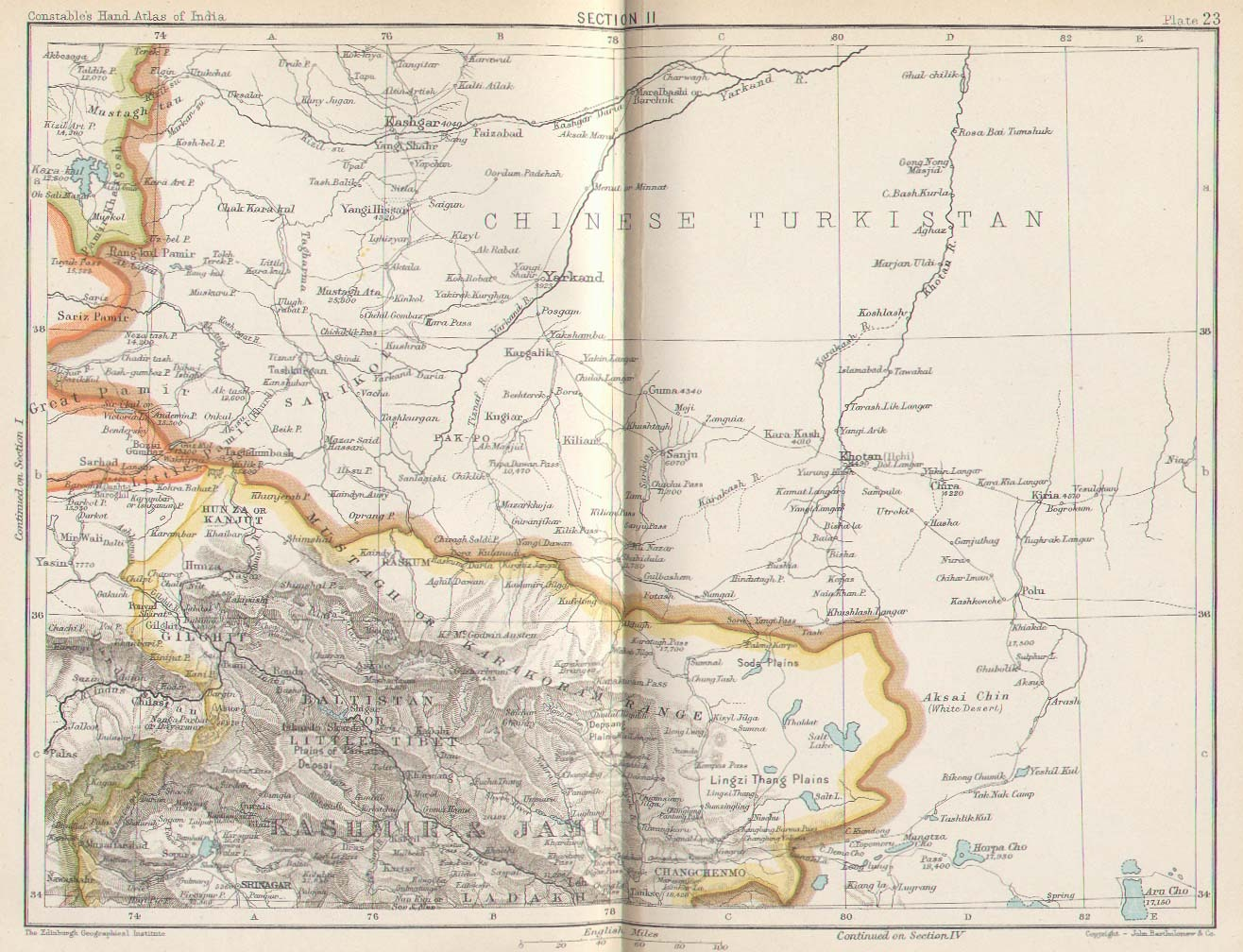
Harta regiunii (1893)
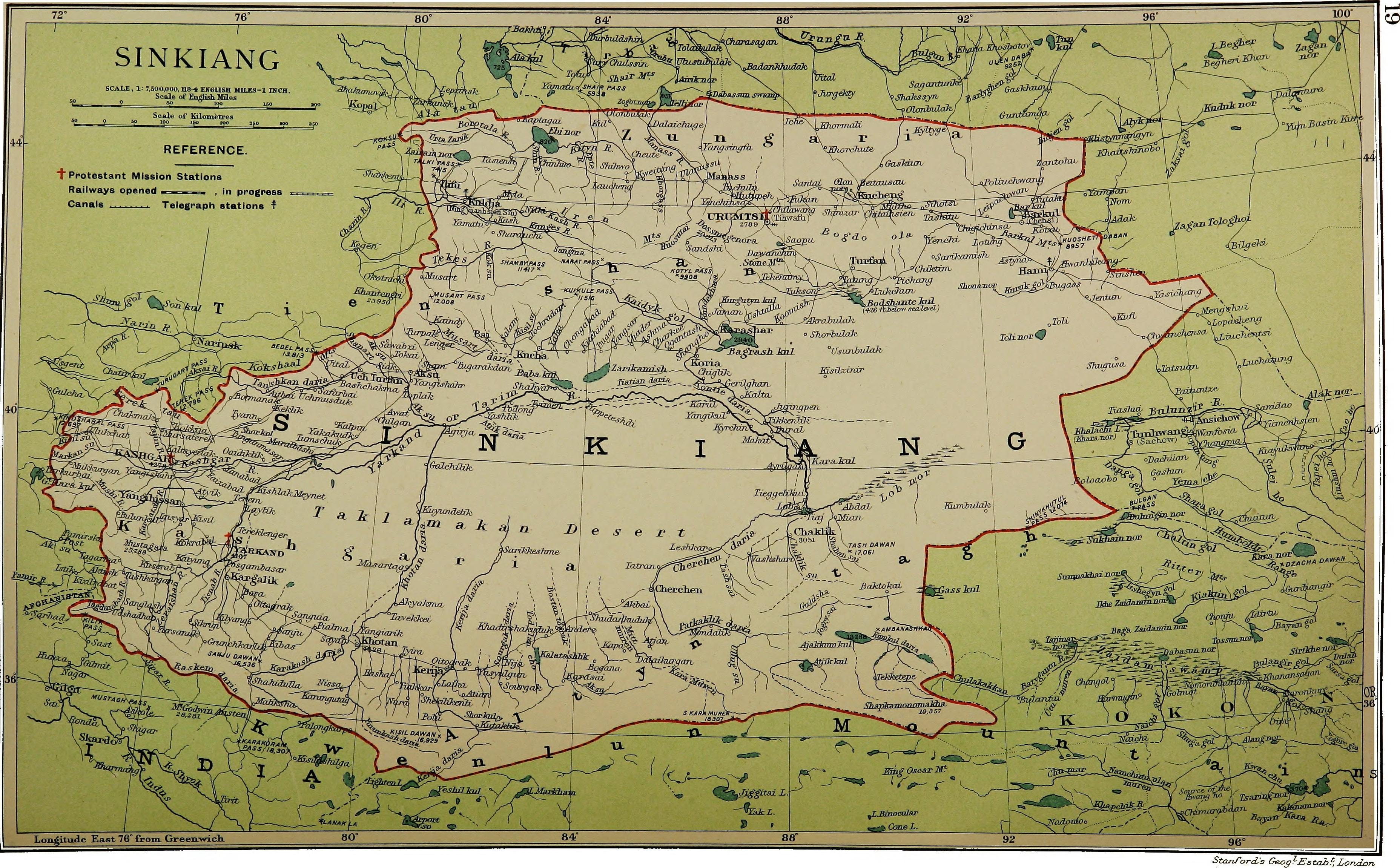
Harta care include granița Afganistan-China (1917)
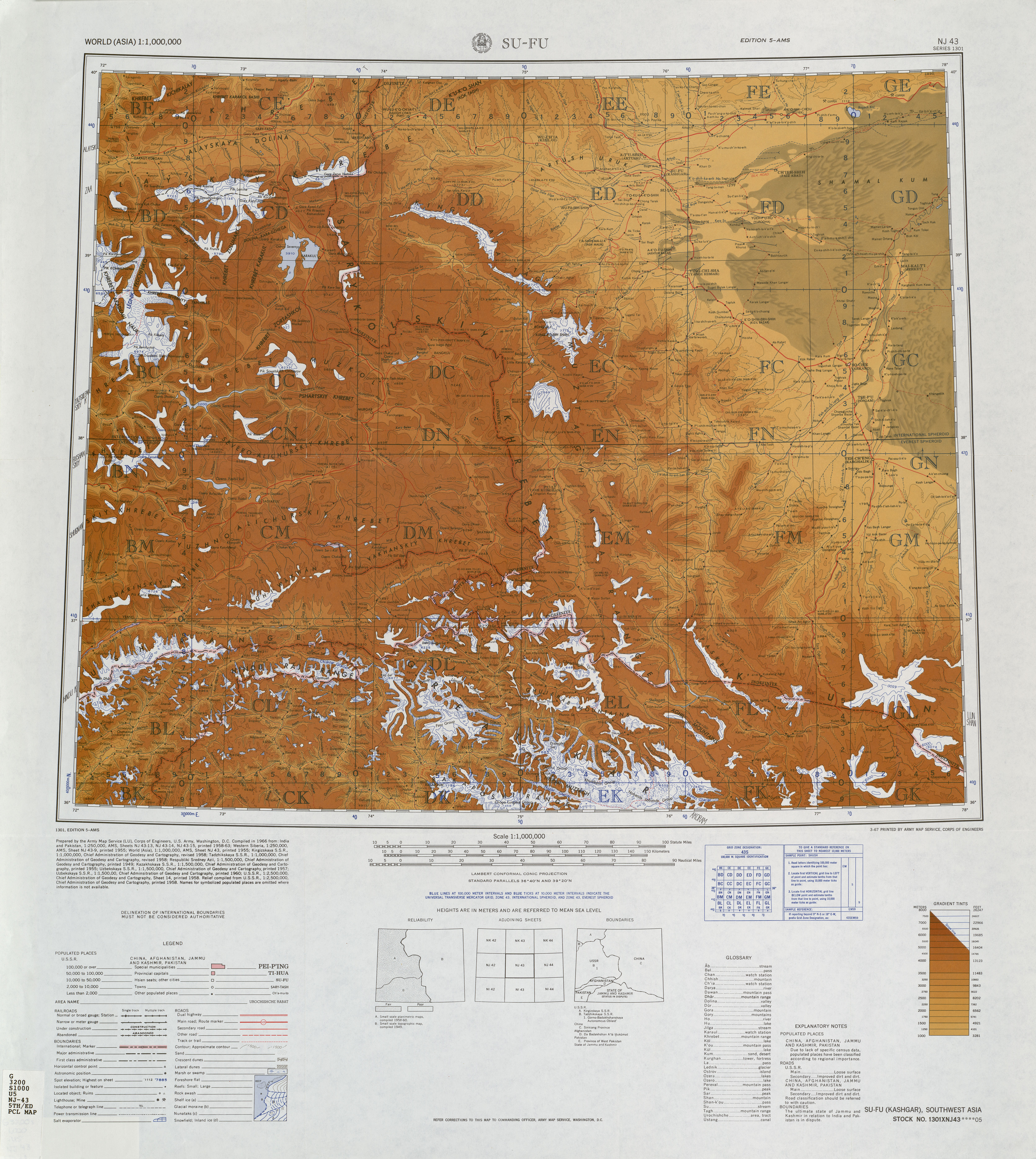
Din Harta Internațională a Lumii⁠(d) (AMS⁠(d), 1966) [b]
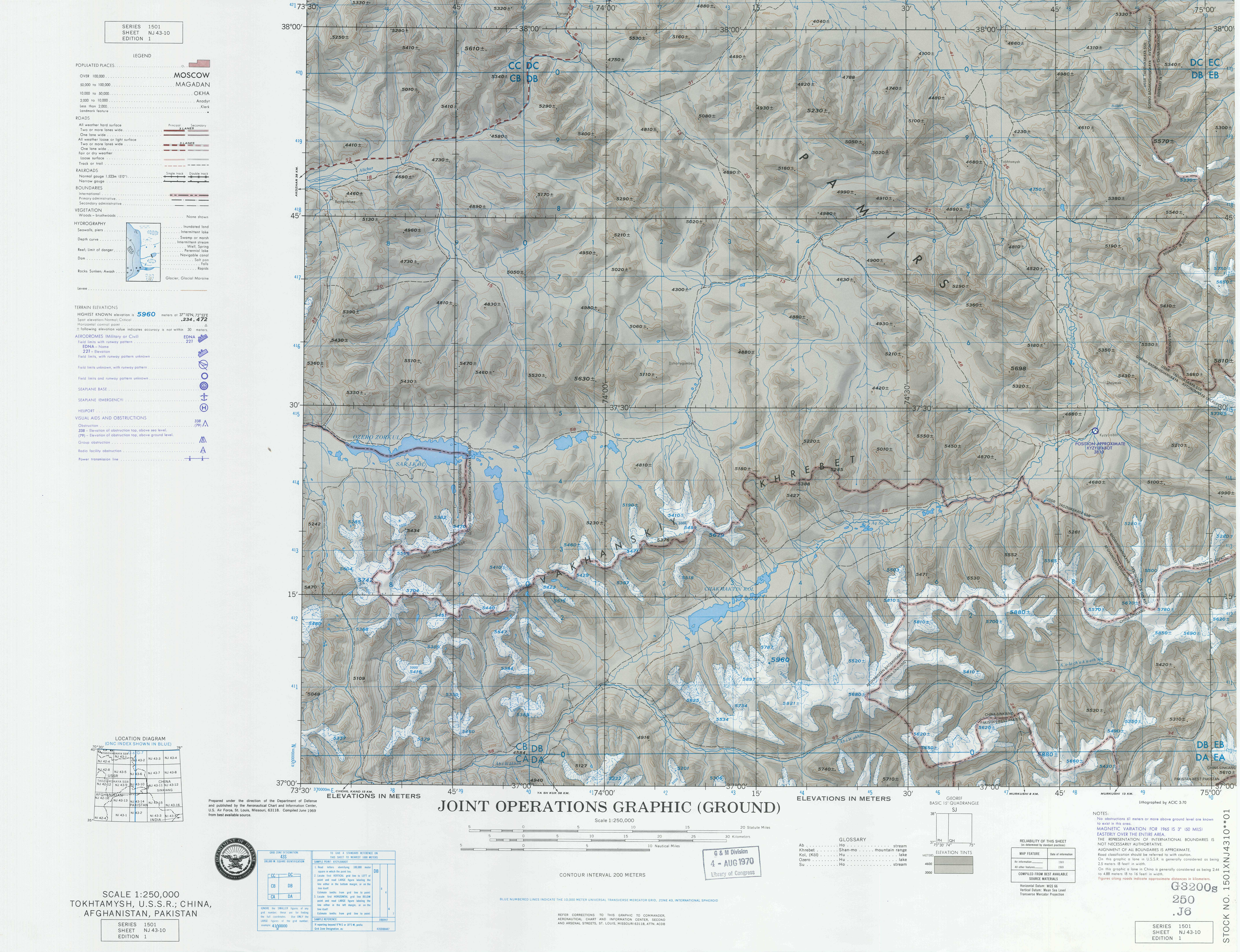
Hartă care include granița dintre Afganistan și China (ACIC⁠(d), 1969)
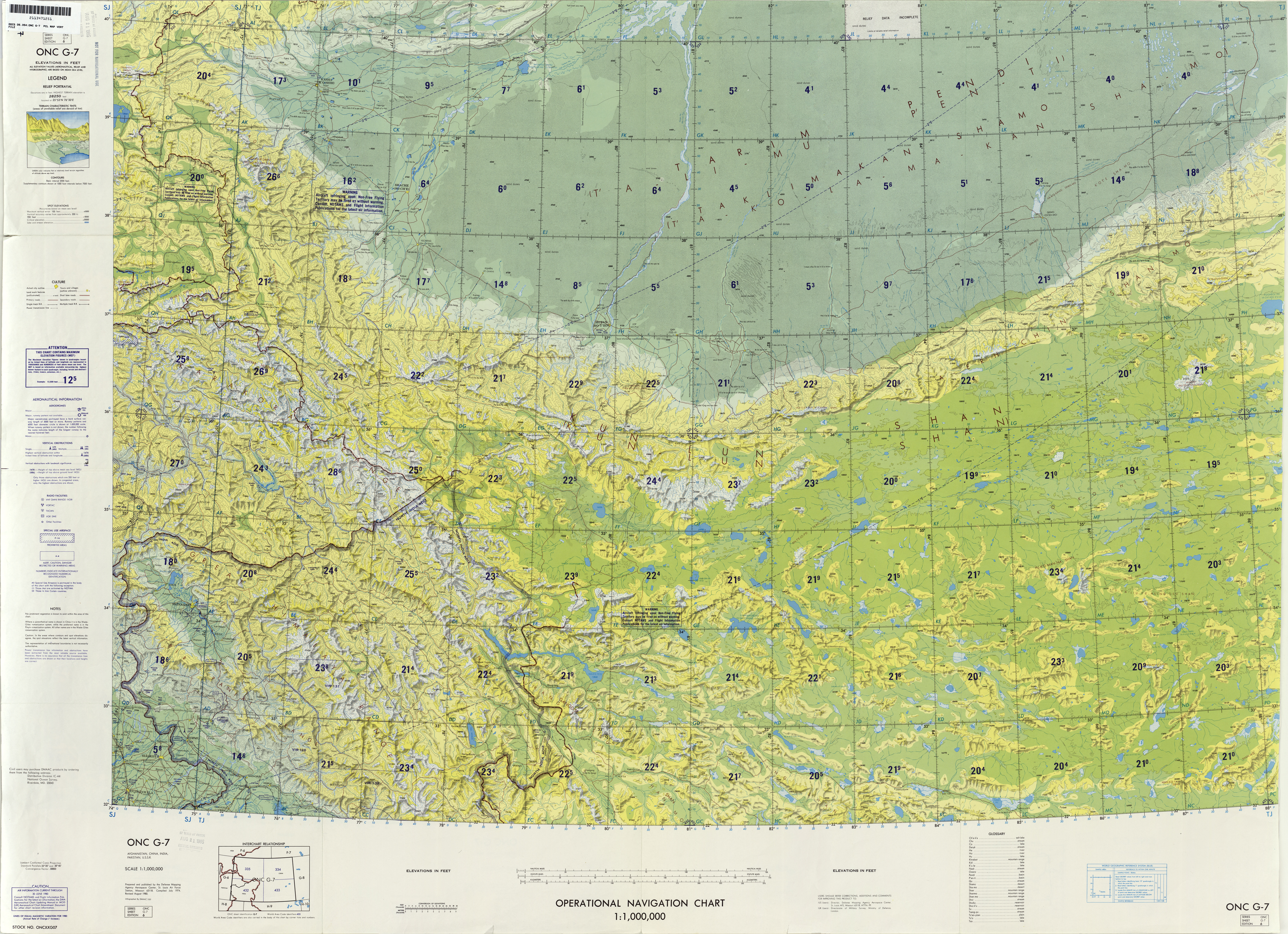
Regiunea de frontieră (DMA⁠(d), 1980) [c]
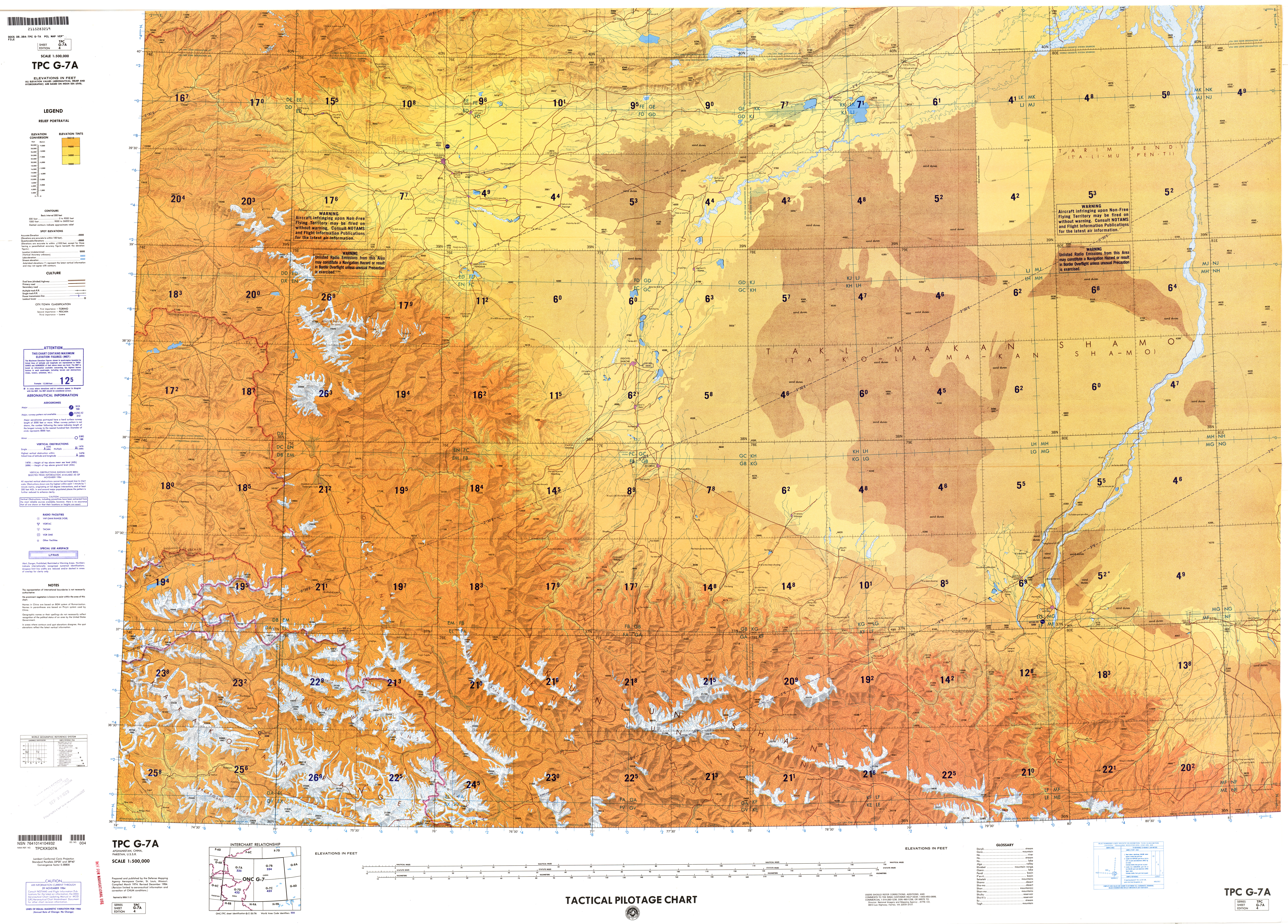
Regiunea de frontieră (DMA⁠(d), 1984)[d]
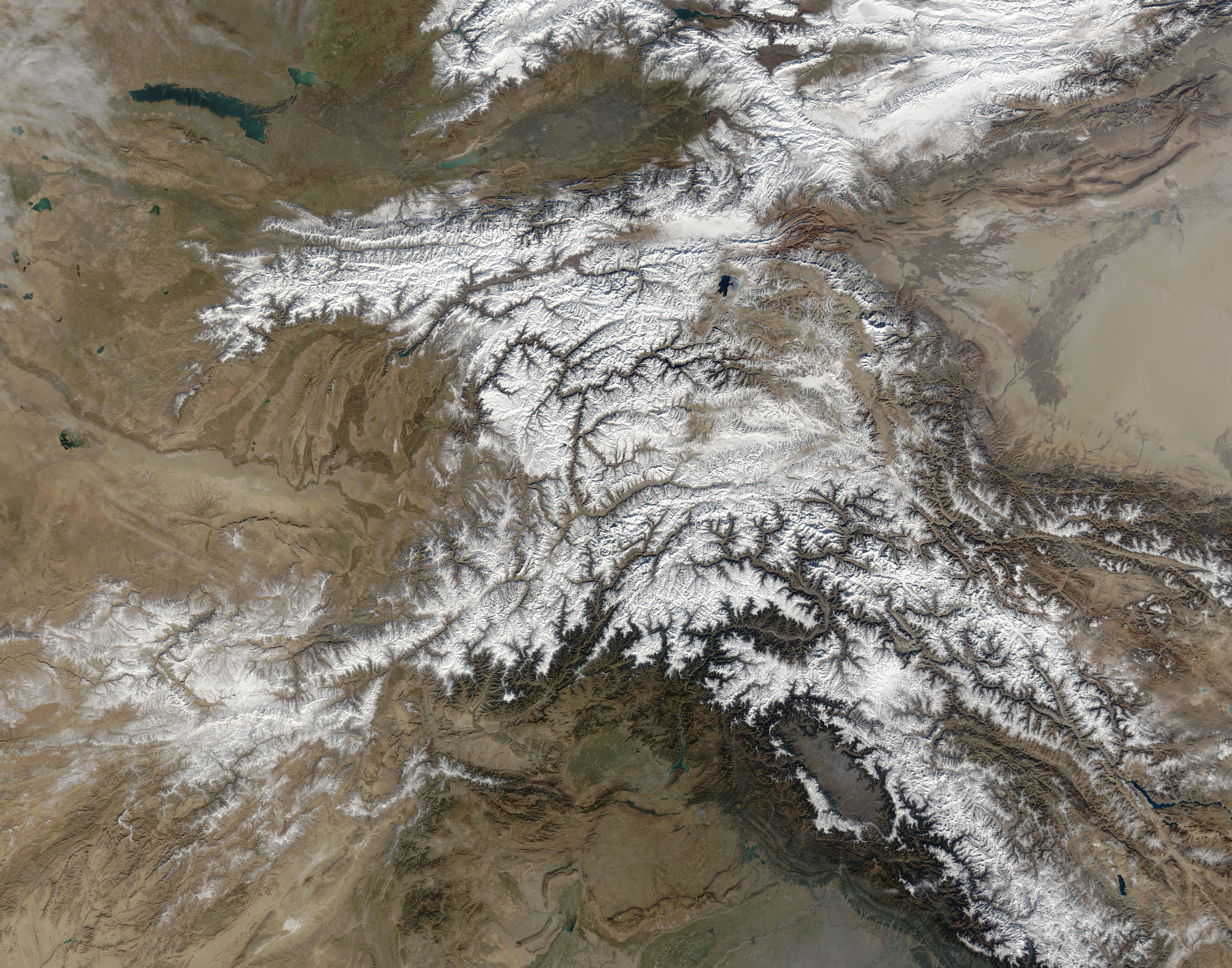
Imagine prin satelit a regiunii cu granița Afganistan-China marcată
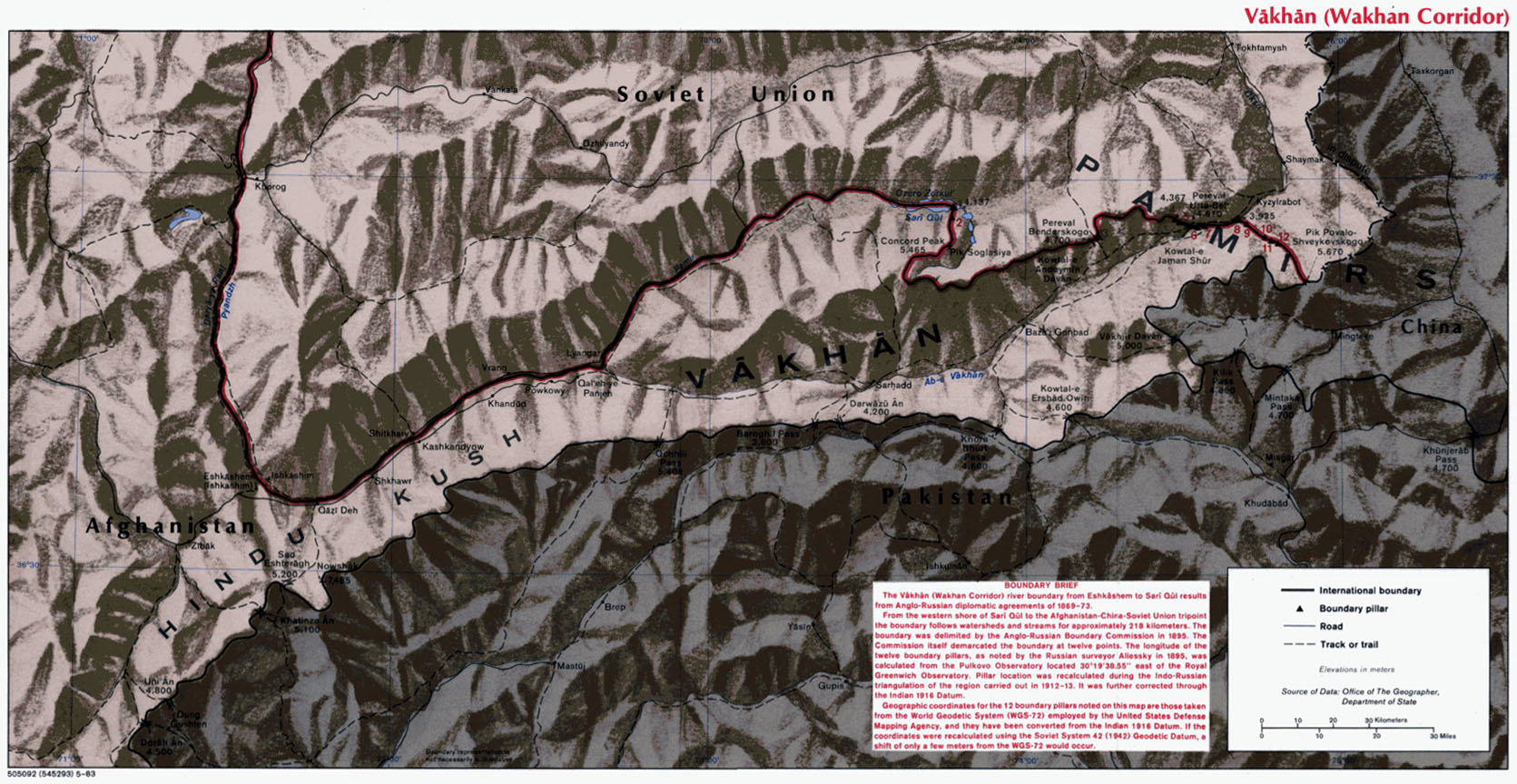
Coridorul Wakhan⁠(d), inclusiv granița dintre Afganistan și China

## Completări
1. ↑  De pe hartă: „NAMES AND BOUNDARY REPRESENTATION ARE NOT NECESSARILY AUTHORITATIVE”.
2. ↑  De pe hartă: „DELINEATION OF INTERNATIONAL BOUNDARIES MUST NOT BE CONSIDERED AUTHORITATIVE”.
3. ↑  De pe hartă: „The representation of international boundaries is not necessarily authoritative.”
4. ↑  De pe hartă: „The representation of international boundaries is not necessarily authoritative".